# Y&T
I Y&T (Yesterday & Today) sono un gruppo heavy metal formatosi nel 1973 a Oakland, California.
Il gruppo della zona della baia di San Francisco venne fondato nei metà anni 70 sotto il nome di Yesterday & Today. Iniziarono come cover band rimanendo praticamente sconosciuti fino al cambio di nome in Y&T. Il primo disco ad ottenere un certo successo fu Earthshaker del 1981.
I brani di successo della band possono essere "Summertime Girls" e "Mean Streak". In Rock We Trust del 1984 fu il loro disco di maggior successo vendendo circa 450 000 copie, ottenendo il disco d'oro. In carriera hanno venduto oltre 4 milioni di dischi.

## Storia
Fondati a Oakland, California, il gruppo composto da Dave Meniketti alla voce e chitarra solista, Phil Kennemore al basso e Leonard Haze alla batteria, iniziò la carriera attorno al 1973 sotto il nome di Yesterday & Today, nome ispirato al titolo di un disco dei Beatles. Venne quindi arruolato Joey Alves, chitarrista ritmico proveniente da una band rivale. In realtà, la prima incarnazione del gruppo comprendeva Haze, Robin Irons alla chitarra, Bobby Gardner al basso e Wayne Stitzer al pianoforte e al trombone, che suonavano solo cover, senza ancora alcun brano originale. Il vero gruppo “Yesterday and Today” e la rivoluzione nella formazione arrivarono con l'arrivo di Meniketti e poi di Kennemore.
Uno dei primi successi del quartetto avvenne nel 1974 con la vittoria della competizione tra band "Battle of the Bands". La London Records firmò un accordo con il gruppo emergente dopo averli notati al fianco dei Queen al Community Theater di Berkeley nel 1975. Il debutto discografico omonimo Yesterday & Today, viene pubblicato nel 1976 ed apprezzato all'interno della scena underground. Seguì Struck Down nel 1978. Presto il gruppo seppe costruirsi un'ottima reputazione nella Bay Area, supportando regolarmente band come Journey, The Doobie Brothers e Montrose. In seguito debuttarono a Los Angeles come gruppo di supporto ai Kiss e i Jo Jo Gunne al Civic Auditorium di Santa Monica. Sfortunatamente le vendite del disco non ottennero vendite rilevanti, e vennero bocciati dalla loro etichetta. Cambiato titolo in Y&T, il gruppo firmò per la A&M Records supportando poco dopo i Mötley Crüe.
Nel 1981 il gruppo pubblica per la A&M Earthshaker, che venne ben accolto dai fan e dalla critica. Negli USA, seguirono tour di supporto a AC/DC e Kiss, mentre nel Regno Unito apparvero al "Monsters Of Rock" di Castle Donington, dove però vennero mal accolti con il lancio di bottiglie. Nel frattempo, Ozzy Osbourne contattò Meniketti come sostituzione per Brad Gillis, tuttavia il frontman rifiutò l'offerta.
Gli Y&T si spostarono in Inghilterra per registrare il prossimo disco con il produttore Chris Tsangarides. Con Black Tiger, virarono su sonorità raffinate e produzioni di maggiore qualità. Tsangarides venne coinvolto anche nella produzione del disco successivo, Mean Streak, che venne lanciato dalla radio hit "Midnight In Tokyo". Seguirono tour in Europa al fianco di Ozzy Osbourne ma sfortunatamente, il sesto album in studio, In Rock We Trust, fallì nelle vendite, sebbene il singolo estratto nel 1985 "Summertime Girls", fece guadagnare al gruppo la posizione migliore nelle classifiche della loro carriera. Lo stesso anno Dave Meniketti partecipò al progetto Hear n' Aid, ideato da Ronnie James Dio a cui parteciparono molte star della scena heavy metal a scopo di beneficenza per l'Africa. I Y&T guadagnarono una maggiore popolarità aprendo il tour dei Mötley Crüe del loro album Theatre of Pain, e successivamente furono impegnati al fianco degli Heart e Aerosmith nel 1986.
Il gruppo si costruì una buona schiera di fedeli fan ma ebbe difficoltà a trovare una hit che li portasse al reale successo. Così i Y&T sciolsero il contratto con la A&M, mentre seguì la dipartita del batterista Leonard Haze. Questo riemerse negli anni 90 nella band di Ian Gillan (ex Deep Purple, Black Sabbath, Gillan), dopo una breve esperienza nei Le Mans nel 1987.
A sostituirlo fu Jimmy DeGrasso che con la band registrò il disco Contagious nel 1987, che venne rilasciato dalla loro nuova label, la Geffen Records. Alves abbandonò poco dopo la pubblicazione, mentre il disco del 1990 Ten vedeva nel ruolo di chitarrista ritmico Stef Burns. Sotto il suo vero nome Stef Burnbaum, il chitarrista aveva avuto esperienze con i Berlin e Michael Bolton e sarà in futuro chitarrista per Vasco Rossi. Inoltre Jimmy DeGrasso, pur essendo accreditato come batterista per l'album Ten, registrò solo due delle tracce del disco, mentre la maggior parte dei brani vennero suonati da Steve Smith dei Journey.
Nonostante una lunga carriera composta da una vasta discografia, la formazione di San Francisco non riuscì a raggiungere un rilevante successo internazionale, e decise di sciogliersi nel 1990.
Burns trovò subito un ruolo nella band di Alice Cooper con cui pubblicò i dischi Hey Stoopid (1991) e The Last Temptation (1994). DeGrasso registrò con la cantante canadese Fiona il disco Squeeze (1992), poi venne arruolato come turnista per i White Lion per un breve periodo nel 1991 prima del loro scioglimento, e successivamente militò nei Suicidal Tendencies con cui incise l'album Suicidal For Life (1994). Meniketti nel frattempo collaborò con Peter Frampton. Dopo cinque anni, i Y&T si riunirono nel 1995 dando alle stampe il disco Musically Incorrect, e nel 1997 Endangered Species. Tuttavia si ritirarono presto dalle scene. La versione giapponese di Endangered Species vedeva l'aggiunta di due tracce bonus, "Rocco" e "Hands of time '97". Stef Burns pubblicò il disco solista Swamp Tea nel 1998. DeGrasso entrò nei Megadeth durante lo stesso anno.

### Reunion
I Y&T, con la formazione composta da Meniketti, Kennemore, Haze e Burns, si riunirono per una breve serie di date nel novembre 2001. Dall'estate 2002 Meniketti intraprese qualche show come solista, ma resuscitò i Y&T ancora una volta in novembre in occasione di alcuni concerti come headliner e al fianco di Montrose e Journey. Seguirono alcune date in Spagna nel febbraio 2003. Infine suonarono al Monsters Of Rock UK tour con Whitesnake e Gary Moore in maggio.
Nel 2002 Meniketti continuò parallelamente la carriera solista dando vita al progetto "Meniketti" composto da Myron Dove (turnista per gli Steelheart) al basso, Tony Stead alle tastiere e Chris Miller dietro i tamburi.
Il progetto Meniketti diede alla luce il disco omonimo Meniketti nel 2002 seguito dal disco dal vivo Live In Japan nel 2003.
In luglio l'ex chitarrista Joey Alves apparve come turnista in occasione delle date europee. Allo stesso tempo, venne pubblicata una raccolta di rarità, demo e inediti chiamata UnEarthed Vol. 1 che venne pubblicata nel dicembre '03. L'anno successivo segue la seconda raccolte UnEarthed Vol. 2, che era distribuita tramite il sito ufficiale.
Nel giugno 2006 Leonard Haze abbandonò il gruppo per differenze musicali venendo sostituito dall'ex-Soulmotor Mike Vanderhule.
Nel primo 2007 Dave Meniketti apparve come ospite nel nuovo disco dei Lizzy Borden Appointment with Death.
Nel 2009, Y&T hanno firmato un contratto con l'italiana Frontiers Records per la pubblicazione del dodicesimo album da studio della band, uscito nel maggio 2010 intitolato Facemelter, che è stato il loro primo album da studio dopo tredici anni (da Endangered Species del 1997).
Y&T hanno suonato al Download Festival, a Donington Park nel giugno 2010.
Il 7 gennaio 2011, il bassista Phil Kennemore è morto all'età di 57 anni dopo una breve battaglia col cancro ai polmoni.
Nel 2012 esce l'album dal vivo Live at the Mystic  con una formazione che vede Dave Meniketti (chitarra e voce), John Nymann (chitarra), Brad Lang (basso) e Mike Vanderhule (batteria), l'album è dedicato a Phil Kennemore.
L'11 settembre 2016 il sito internet metalitalia.com dà notizia che Leonard Haze, ex batterista e membro fondatore degli Y&T, è morto all’età di sessantuno anni. Era affetto da broncopneumopatia cronica ostruttiva da alcuni anni.
Il 13 marzo 2017 sempre il sito metalitalia.com dà la notizia che il chitarrista originale degli Y&T, Joey Alves, è morto all’età di 63 anni a causa di una grave colite ulcerosa e altre complicanze della malattia.
Ad oggi l’unico membro originale che ancora suona negli Y&T è il cantante e chitarrista Dave Meniketti.

## Formazione

### Formazione attuale
- Dave Meniketti - voce, chitarra solista (1974-oggi)
- John Nymann - chitarra ritmica (2003-oggi)
- Mike Vanderhule - batteria (2006-oggi)
- Aaron Leigh - basso (2016-oggi)

### Ex componenti
- Phil Kennemore - basso (1974-11)
- Leonard Haze - batteria (1973-86, 2001-06)
- Joey Alves - chitarra ritmica (1974-89)
- Jimmy DeGrasso - batteria (1986-01)
- Stef Burns - chitarra ritmica (1989-03)
- Brad Lang - basso (2011-2016)

## Discografia

### Album in studio
- 1976 - Yesterday & Today
- 1978 - Struck Down
- 1981 - Earthshaker
- 1982 - Black Tiger
- 1983 - Mean Streak
- 1984 - In Rock We Trust
- 1985 - Down for the Count
- 1987 - Contagious
- 1990 - Ten
- 1995 - Musically Incorrect
- 1997 - Endangered Species
- 2010 - Facemelter

### Live
- 1985 - Open Fire
- 1991 - Yesterday & Today Live
- 2000 - BBC in Concert: Live on the Friday Rock Show
- 2012 - Live at the Mystic

### Raccolte
- 1990 - Best of '81-'85
- 1992 - Anthology
- 2001 - Ultimate Collection
- 2003 - UnEarthed vol 1
- 2004 - UnEarthed vol 2

## Videografia
- 1985 Live at San Francisco [VHS]
- 1987 Summertime Girls & All American Boys [VHS]
- 2007 Y&T Live: One Hot Night [DVD]